# Deutschlandpakt (2005)

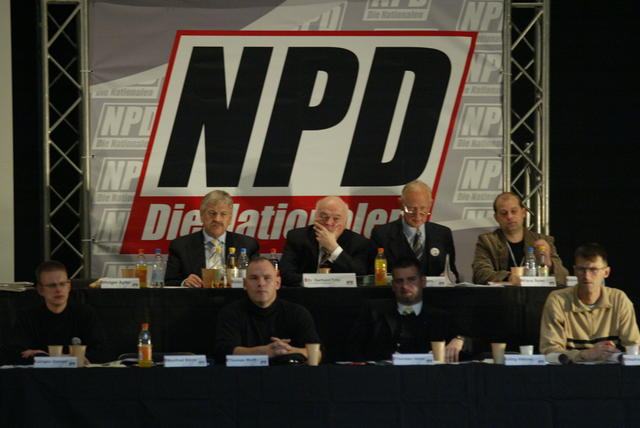
Parteivorsitzende von NPD, Udo Voigt, und der DVU, Dr. Gerhard Frey, (von links oben) im Tagungspräsidium des NPD-Bundesparteitags 2006

Der Deutschlandpakt war ein 2005 geschlossenes Wahlbündnis der extrem rechten damaligen Nationaldemokratischen Partei Deutschland (NPD) und der Deutschen Volksunion (DVU). Es wurde teilweise als rechte „Volksfront“ bezeichnet. Im Jahre 2009 wurde der Deutschlandpakt seitens der NPD durch deren Teilnahme an der Landtagswahl in Brandenburg einseitig aufgelöst. Begründet wurde dieser Schritt mit dem schlechten Abschneiden der DVU bei der Europawahl im selben Jahr. Zum 1. Januar 2011 ging die DVU in der umbenannten NPD – Die Volksunion auf.

## Vorgeschichte und Ausgestaltung
Wahlabsprachen zwischen NPD und DVU waren nicht neu. Schon im Gründungsjahr der DVU, 1987, vereinbarte diese mit der NPD, bei einigen Wahlen nicht konkurrierend anzutreten. In Bremen gelang ihr daraufhin erstmals der Einzug ins Landesparlament mit einem Abgeordneten, weil sie in Bremerhaven die Fünf-Prozent-Hürde übersprungen hatte. Im Jahr 1991 zog die DVU dann mit einer Fraktion von sechs Abgeordneten ein. Darunter befanden sich zwei Mitglieder der NPD, die auf den Listen der DVU kandidiert hatten. Auch mit den Republikanern gab es gelegentlich Wahlabsprachen der DVU. Eine dieser Absprachen betraf die Landtagswahl in Brandenburg 1999, die für die DVU mit einem Einzug in den Landtag endete.
Bereits im Frühjahr 2004 gaben die Parteivorstände der NPD und der DVU bekannt, dass ihre Parteien sich bei den Landtagswahlen in Sachsen und in Brandenburg am 19. September 2004 nicht durch konkurrierende Listen gegenseitig Stimmen wegnehmen wollten, um so die Fünf-Prozent-Hürde überspringen zu können. In der Folge errang die DVU in Brandenburg 6,1 % der Stimmen und zog mit sechs Mandaten in den Landtag Brandenburg ein, während die NPD in Sachsen 9,2 % erreichte und mit zwölf Abgeordneten in den Sächsischen Landtag einzog. Dies war der größte Erfolg der NPD seit 1968 und der erste Einzug in ein Landesparlament seit ehedem.
Am 15. Januar 2005 verkündeten die Parteivorsitzenden Gerhard Frey (DVU) und Udo Voigt (NPD) den Deutschlandpakt, mit dem sie vereinbarten, bei Wahlen nicht mehr konkurrierend anzutreten. Mitglieder der jeweils nicht antretenden Partei sollten dabei Wahlkampfhilfe leisten und im Gegenzug bei der Kandidatur auf offenen Listen miteinbezogen werden. Die Adressaten der beiden Parteien durften dabei als differenziert betrachtet werden, da die NPD eher jüngere und aktionistische, die DVU tendenziell ältere und nationalkonservative Personen ansprach.
Im Pakt waren Gebiete und damit Wahlen zunächst bis 2009 bestimmten Parteien zugeteilt. Demnach sollte die DVU zur Europawahl sowie in Brandenburg, Bremen, Hamburg, Sachsen-Anhalt und Thüringen kandidieren, im Gegenzug aber bei allen weiteren Wahlen, insbesondere der Bundestagswahl, der NPD den Vortritt lassen, wenn diese antreten wollte.

## Wahlergebnisse des Bündnisses
Nach Ausrufung des Deutschlandpaktes konnten die beteiligten Parteien ihre Wahlergebnisse in den meisten Fällen steigern. Bei Landtagswahlen blieben die erreichten Ergebnis allerdings hinter den hohen, durch die Erfolge 2004 geschürten Erwartungen zurück. So wurden bei der Landtagswahl in Schleswig-Holstein 2005 nur 1,9 %, bei der Landtagswahl in Nordrhein-Westfalen 2005 nur 0,9 % und bei der Bundestagswahl 2005 nur 1,6 % der abgegebenen Stimmen von der NPD erreicht.
Vor allem bei Kommunalwahlen wurden aber zusätzliche Sitze gewonnen. Der NPD gelang 2006 bei der Landtagswahl in Mecklenburg-Vorpommern mit 7,3 % der erstmalige Einzug in den dortigen Landtag. Bei anderen Landtagswahlen reichten die Zugewinne nie für den Einzug ins Parlament.

## Weitere Entwicklung des Bündnisses

### Einbindung weiterer Parteien
Die DSU und die Republikaner lehnten einen Beitritt von Beginn an ab. Beide Parteien waren um ein bürgerliches Ansehen bemüht und wollten nicht als rechtsextrem gebrandmarkt werden. Die nur wenige Hundert Mitglieder zählende Deutsche Partei (DP) schloss sich wohl noch im Gründungsjahre dem Pakt an. Ihr wurden allerdings keine Landtags-, sondern lediglich Kommunalwahlen zugeteilt.

### Ende des Paktes 2008/2009
Der Deutschlandpakt war inhaltlich auch in der NPD nicht unumstritten. Beim Parteitag der NPD in Bamberg 2008 geriet daher die Parteispitze unter Udo Voigt verstärkt unter Druck, die Vereinbarung nachzuverhandeln. Konkret sollte die DVU der NPD entgegen der ursprünglichen Absprache die Landtagswahl in Thüringen 2009 überlassen. Der Bundesparteitag der DVU stimmte dieser Forderung im Januar 2009 zu.
Im Juni 2009 beschloss der Bundesvorstand der NPD zudem, zur Landtagswahl in Brandenburg 2009 anzutreten. Es sollten der dort bislang antretenden DVU zwar Listenplätze angeboten werden, aber die Kandidatur sollte allein unter Führung und dem Namen der NPD erfolgen. Dies widersprach dem Deutschlandpakt. Sowohl in Brandenburg als auch bei der am gleichen Tag stattfindenden Bundestagswahl traten daraufhin beide Parteien an, womit der Deutschlandpakt aufgelöst war.

### Angestrebte Parteienfusion
2010 liefen Fusionsgespräche zwischen NPD und DVU. Auf ihrem Parteitag in Hohenmölsen im November 2010 beschloss die NPD, sich mit der DVU zu vereinigen. 194 von 207 Delegierten stimmten für die zum Jahreswechsel geplante Fusion mit der Deutschen Volksunion (DVU). Diese sollte bei einem Parteitag am 28. November 2010 darüber entscheiden. Anschließend sollte eine Urabstimmung unter den Mitgliedern beider Parteien abgehalten werden. Die neue Partei sollte NPD – Die Volksunion heißen. Aufgrund parteiinterner Konflikte zwischen Gruppierungen und Landesverbänden der DVU kam es zwar zur Umbenennung der NPD, nicht aber zu einer formalen Fusion. Letztlich wurde die Partei nach dem Übertritt der meisten Mitglieder der DVU zur NPD aufgelöst. Die NPD ist daher nicht deren Rechtsnachfolger.

## Trivia
Im September 2023 wurde der Terminus Deutschlandpakt erneut als politisches Schlagwort, mit gänzlich anderer inhaltlicher Ausrichtung und politischer Motivation, von Bundeskanzler Olaf Scholz in die Öffentlichkeit getragen. Scholz warb damit für eine parteiübergreifende  „nationale Kraftanstrengung“ zur Modernisierung des Landes.